# Majoidea
Los majoideos (Majoidea) son una superfamilia de cangrejos braquiuros que incluye varios "cangrejos araña".

## Taxonomía
Comprende seis familias:
- Epialtidae
- Hymenosomatidae
- Inachidae
- Inachoididae
- Majidae
- Oregoniidae

Las familias Pisinae y Tychinae se consideran como subfamilias de la familia Epialtidae. La familia Mithracinae se considera una subfamilia de Majidae.